# محمود السقا
الدكتور محمود السقا (مواليد 17 نوفمبر عام 1931 - 19 يناير 2020)، نائب رئيس حزب الوفد الجديد وعضو في مجلس الشعب المصري (دورة 2012). وهو أستاذ القانون بكلية الحقوق جامعة القاهرة - وعضو مجلس النقابة العامة للمحامين.

## بعد الثورة
رئيس الجلسة الافتتاحية لمجلس الشعب 23/1/2012 بصفته أكبر الأعضاء سنًا.

## العمل السياسي
تم ترشيحه لمجلس الأمة (مجلس الشعب) وقد فاز عام 1968 م وعهد إليه بوكالة اللجنة التشريعية. وكان عضوا عاملا في لجنة حقوق الإنسان الدولية ومقرها باريس والمصرية ومقرها القاهرة فضلا عن مؤلفاته العديدة في عالم الإنسانية. وله دور إيجابي في معظم الندوات والمؤتمرات الدولية والمصرية وقد حصل على العديد من الجوائز التقديرية ومنها جائزته عن بحث في المؤتمر الإسلامي العالمي الذي انعقد بمدينة لندن عام 1976 وعنوانه «المركز الاجتماعي والقانوني للمرأة في الإسلام: دراسة مقارنة» باللغة الإنجليزية.

## المؤلفات القانونية والأدبية
له العديد من المؤلفات القانونية والأدبية المتنوعة بين فروع القانون والتي تربو على الخمسين مؤلفاً حتى أُطلق عليه «الأديب القانوني» الأمر الذي جعله على قائمة ممن نالوا الكثير من الجوائز عن هذه الأعمال والتي كانت دائماً عملاقة في تأليفها وتوزيعها وكان من بينها:
- العقوبة العظمى (عقوبة الإعدام)، تم تأليفه وطباعته بمدينة الرباط بالمغرب والذي كان وما زال من بين المؤلفات العملاقة التي نال عنها الكثير من الجوائز العلمية.
- مؤلفه الأخير «دراسة في علم المنطق القانوني والقضائي» والذي تم تدريسه بالفعل بالجامعات المصرية وأصبح من المواد الأساسية لطلاب كليات الحقوق ونال جائزة أحسن المؤلفات القانونية عام 2002 م

فضلاً عن مؤلفاته الكثيرة والمتعددة في فلسفة وتاريخ النظم القانونية كان لها الأثر الأكبر في توجيه المشرع وإقرار أو تغيير ما ثبت من مبادئ قضائية وآراء فقهية متخذة من هذه الدراسة مَعيناً لاينضب في فهم النظم القانونية
مؤلفات قانونية تتعلق بالشخصيات القانونية والتي كان لها دوراً بارزاً في مجال تشريع القواعد القانونية والأحـكام القضـائية وكان من بينها مؤلفـه عن » الحكيم أيبور وفلسفة الحكم في مصر الفرعونية « والحديث عن أول ثورة شعبية في التاريخ البشرى، وكذلك كتابه عن الخطيب والفقيه (شيشرون) هذا غير الكثير والكثير من المؤلفات القانونية والأدبية والبلاغية والمقالات القانونية والسياسية ذات الرأى الجرئ الصريح.